# Открытый чемпионат Ванкувера по теннису 2010
Odlum Brown Vancouver Open 2010 — ежегодный профессиональный теннисный турнир в серии ATP Challenger для мужчин и круге женских турниров ITF.
Соревнование проводилось на харлдовых кортах в Ванкувере, Канада. Из-за дождей часть матчей турнира прошла в зале.
Соревнования прошли со 2 по 8 августа.
Прошлогодние победители:
- в мужском одиночном разряде -  Маркос Багдатис
- в женском одиночном разряде -  Стефани Дюбуа
- в мужском парном разряде -  Кевин Андерсон и  Рик де Вуст
- в женском парном разряде -  Аша Ролле и  Риза Заламеда

## Соревнования

### Мужчины одиночки
Дуди Села обыграл  Ричардаса Беранкиса со счётом 7-5, 6-2.

### Женщины одиночки
Елена Докич обыграла  Виржини Раззано со счётом 6-1, 6-4
- Докич продолжает свою рекордную серию - на трёх последних турнирах она выиграла уже 15 матчей. За это время взято три титула.

### Мужчины пары
Трет Конрад Хьюи /  Доминик Инглот обыграли  Райана Харрисона /  Джесса Левайна со счётом 6–4, 7–5

### Женщины пары
Чжан Кайчжэнь /  Хайди Эль Табах обыграли  Ирину Фалькони /  Аманду Финк со счётом 3-6, 6-3, [10-4]